# Thorius minutissimus
Thorius minutissimus is een salamandersoort uit het geslacht van Mexicaanse dwergsalamanders. De wetenschappelijke naam van de soort werd voor het eerst gepubliceerd door Edward Harrison Taylor in 1949.
De soort komt voor in de Mexicaanse staat Oaxaca. De soortnaam duidt erop dat het kleine dieren zijn; Taylor rapporteerde een snuit-tot-aarslengte van maximaal 22 mm en een grootste totale lengte van 47,5 mm. De kop is tot 3,3 mm breed.
Het is een zeer zeldzame soort, waarvan slechts enkele specimens gekend zijn. Ze is enkel gekend van een locatie in zuidoostelijk Oaxaca in de Sierra Madre del Sur de Oaxaca. Omwille van het kleine verspreidingsgebied (minder dan 100 km2) en de gestage vermindering van de omvang en kwaliteit van dit habitat, wordt de soort als bedreigd beschouwd.